# Championnat d'Autriche de football 2005-2006
Navigation
Saison précédente Saison suivante
La saison 2005-2006 du Championnat d'Autriche de football était la 95e édition du championnat de première division en Autriche. Les 10 meilleurs clubs du pays se retrouvent au sein d'une poule unique, la Bundesliga, où ils s'affrontent quatre fois, deux fois à domicile et deux fois à l'extérieur. À l'issue du championnat, le dernier de la poule est relégué et remplacé par le club champion de D2.
C'est le FK Austria Vienne qui remporte le titre cette année, en terminant en tête de la Bundesliga, devant l'Austria Salzbourg, qui termine à 4 points et le SV Pasching qui se classe 3e à 9 points du champion. C'est le 23e titre national du club, 3 ans après son dernier sacre en Bundesliga. L'Austria réussit le doublé puisqu'il conserve la Coupe d'Autriche en battant en finale le SV Mattersburg.

## Les 10 clubs participants
| - SV Pasching - SK Rapid Vienne - Grazer AK - SK Sturm Graz - FK Austria Vienne | - SV Austria Salzbourg - SV Mattersburg - SV Ried - Promu de 1.division - VfB Admira Wacker Mödling - FC Wacker Innsbruck |

## Compétition

### Classement
Le barème utilisé pour établir le classement est le suivant :
- Victoire : 3 points
- Match nul : 1 point
- Défaite : 0 point

| Rang | Équipe                    | Pts | J  | G  | N  | P  | Bp | Bc | Diff |
| ---- | ------------------------- | --- | -- | -- | -- | -- | -- | -- | ---- |
| 1    | FK Austria Vienne C       | 67  | 36 | 19 | 10 | 7  | 51 | 33 | +18  |
| 2    | Red Bull Salzbourg        | 63  | 36 | 20 | 3  | 13 | 62 | 42 | +20  |
| 3    | SV Pasching               | 58  | 36 | 16 | 10 | 10 | 43 | 32 | +11  |
| 4    | SV Ried P                 | 52  | 36 | 13 | 13 | 10 | 48 | 47 | +1   |
| 5    | SK Rapid Vienne T         | 49  | 36 | 13 | 10 | 13 | 51 | 41 | +10  |
| 6    | Grazer AK                 | 45  | 36 | 13 | 6  | 17 | 47 | 48 | -1   |
| 7    | SV Mattersburg            | 44  | 36 | 12 | 8  | 16 | 40 | 54 | -14  |
| 8    | SK Sturm Graz             | 42  | 36 | 10 | 12 | 14 | 44 | 51 | -7   |
| 9    | FC Wacker Innsbruck       | 42  | 36 | 10 | 12 | 14 | 44 | 55 | -11  |
| 10   | VfB Admira Wacker Mödling | 33  | 36 | 9  | 6  | 21 | 42 | 69 | -27  |

|  | Qualification pour la Ligue des clubs champions 2006-2007                               |
|  | Qualification pour la Coupe UEFA 2006-2007                                              |
|  | Qualification pour la Coupe Intertoto 2006                                              |
|  | Relégation en 1.division                                                                |
|  | T : Tenant du titre C : Vainqueur de la Coupe d'Autriche P : Promu de deuxième division |

## Bilan de la saison
| Championnat d'Autriche de football 2005-2006 |                                          |
| Champion                                     | FK Austria Vienne (23e titre)            |
| Coupes et trophées                           |                                          |
| Vainqueur de la Coupe d'Autriche 2005-2006   | FK Austria Vienne                        |
| Qualifications continentales                 |                                          |
| Ligue des clubs champions 2006-2007          | FK Austria Vienne (3e tour préliminaire) |
| Ligue des clubs champions 2006-2007          | Austria Salzbourg (2e tour préliminaire) |
| Coupe UEFA 2006-2007                         | SV Mattersburg                           |
| Coupe UEFA 2006-2007                         | SV Pasching                              |
| Coupe Intertoto 2006                         | SV Ried                                  |
| Promotions et relégations                    |                                          |
| Promus en Bundesliga                         | SC Rheindorf Altach                      |
| Relégués en 1.division                       | VfB Admira Wacker Mödling                |